# Rodal

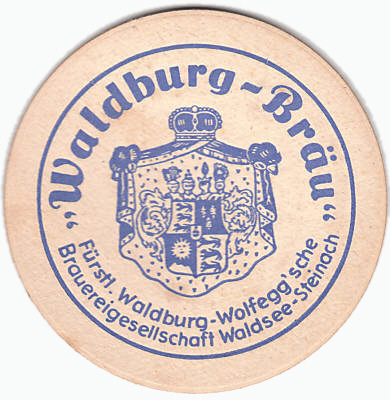
rodal rodó de cartró

El rodal o sotagot és un estri que es col·loca sota els gots i altres objectes similars perquè no es mullin o embrutin les estovalles, la taula o el taulell. La majoria de rodals són rodons o quadrangulars. Es poden dividir en dues tipologies diferents. La primera comprèn els rodals d'un sol ús, fets de cartró o paper, i en menor proporció, de plàstic. La segona categoria comprèn els rodals reutilitzables, que estan fets de materials més resistents com certs tipus de plàstic, suro, metalls o fibres vegetals.
L'ús d'una o altra categoria és variable segons l'establiment o situació en què es faci servir; el criteri principal és la formalitat o informalitat del cas. També la formalitat de la situació fa variar el moment de col·locació del rodal. Si bé en un bar el rodal es col·loca en el mateix moment de servir la beguda, en els restaurants de categoria el rodal es troba present a taula des de l'inici de l'àpat i passa a formar part de la vaixella.
Els rodals poden estar decorats amb una marca, en general de beguda o d'establiment. En marxandatge s'usen per a promocionar un establiment, una cadena franquiciada, un esdeveniment, etc.
Els rodals estampats són objecte de col·leccionisme, i n'existeixen associacions en nombrosos països del món. Per exemple, la Societat Britànica de Col·leccionistes de Rodals va ser fundada el 1960, i organitza trobades periòdiques entre els socis, generalment a pubs, per a intercanviar rodals.